# Tiergefäß

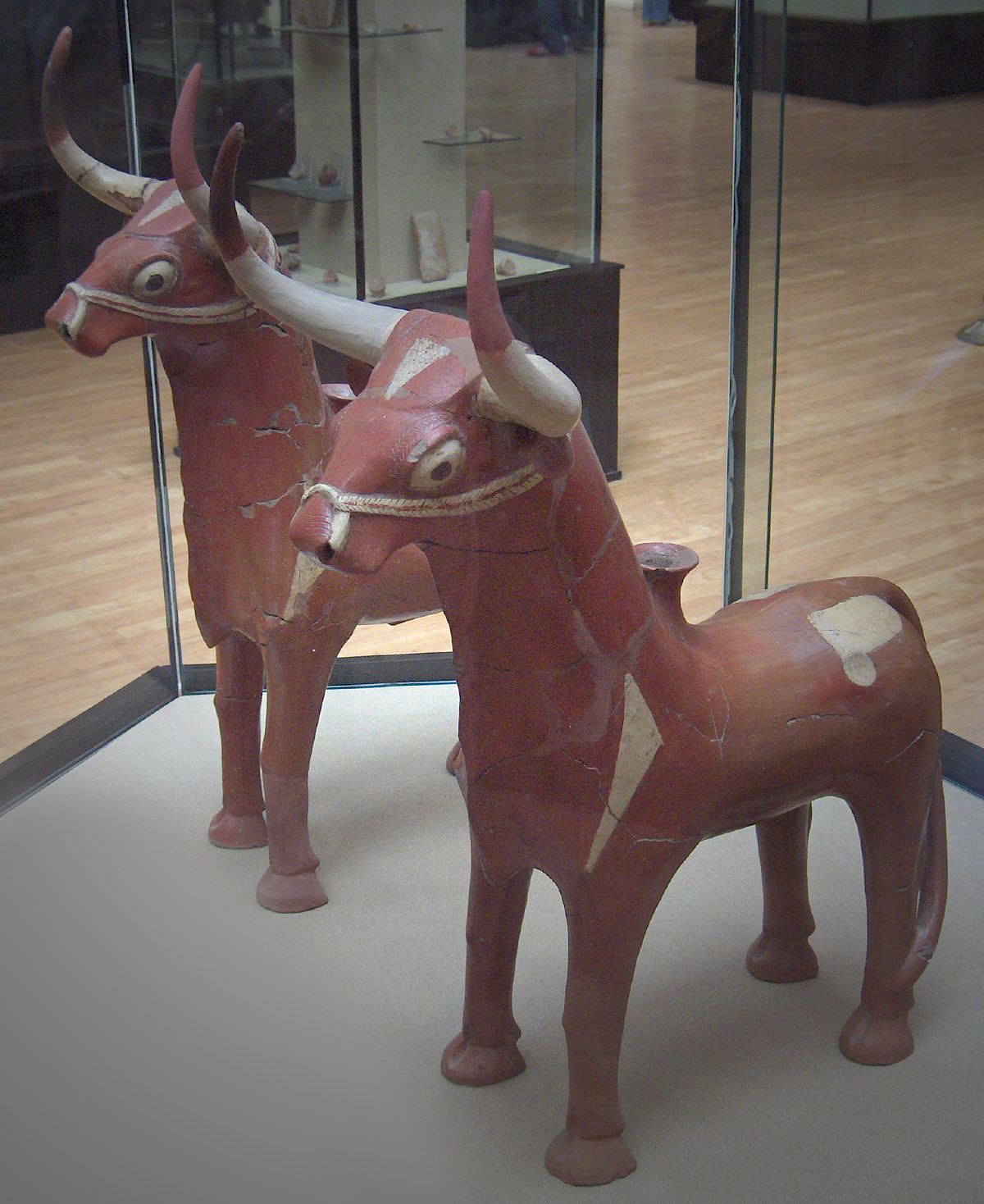
Gepaarte Stierrhyta aus Ḫattuša, 16. Jahrhundert v. Chr.

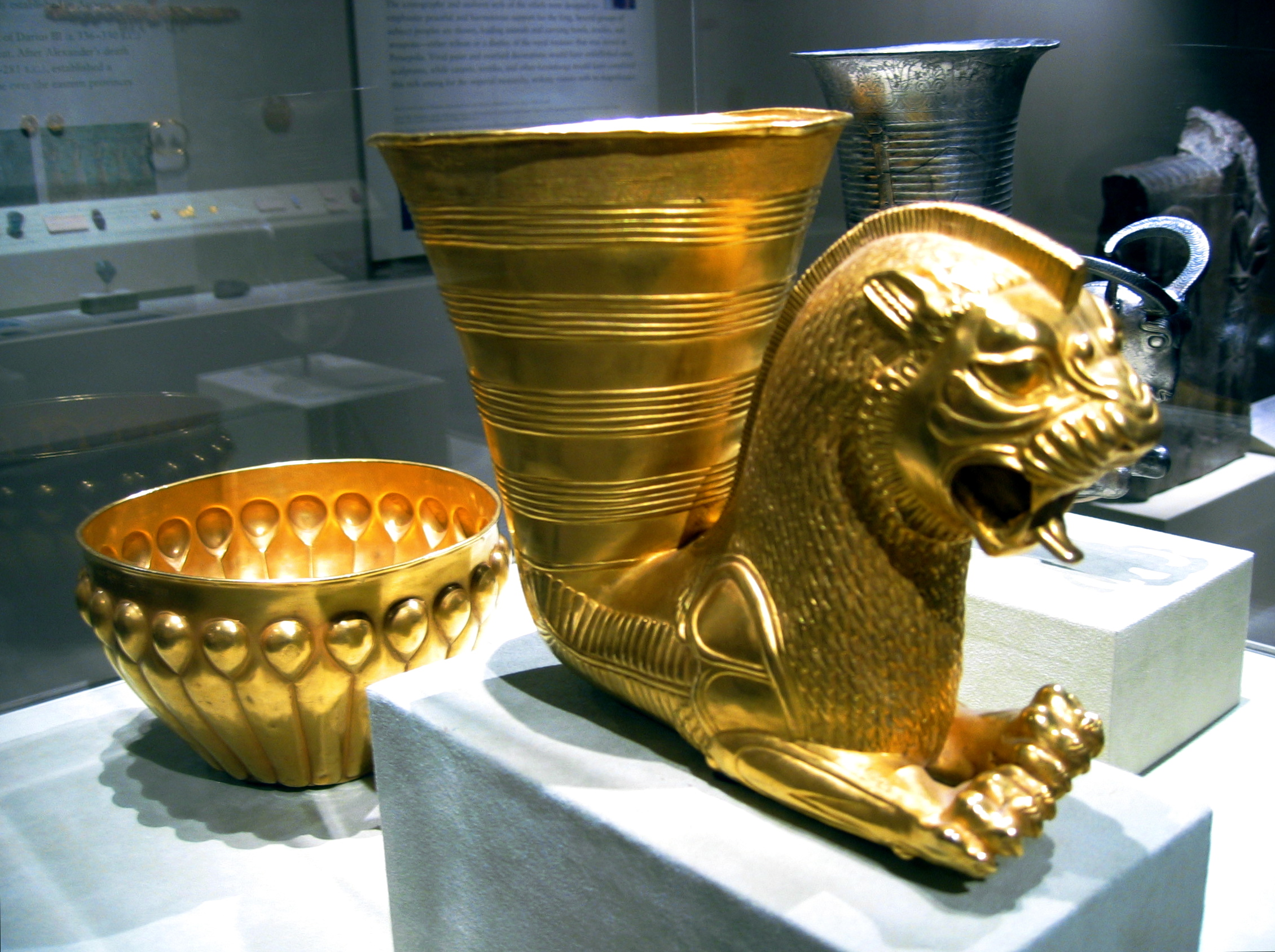
Achämenidisches goldenes Löwenrhyton und goldene Schale aus Ekbatana – heute im Iranischen Nationalmuseum Teheran, 5. Jahrhundert v. Chr.

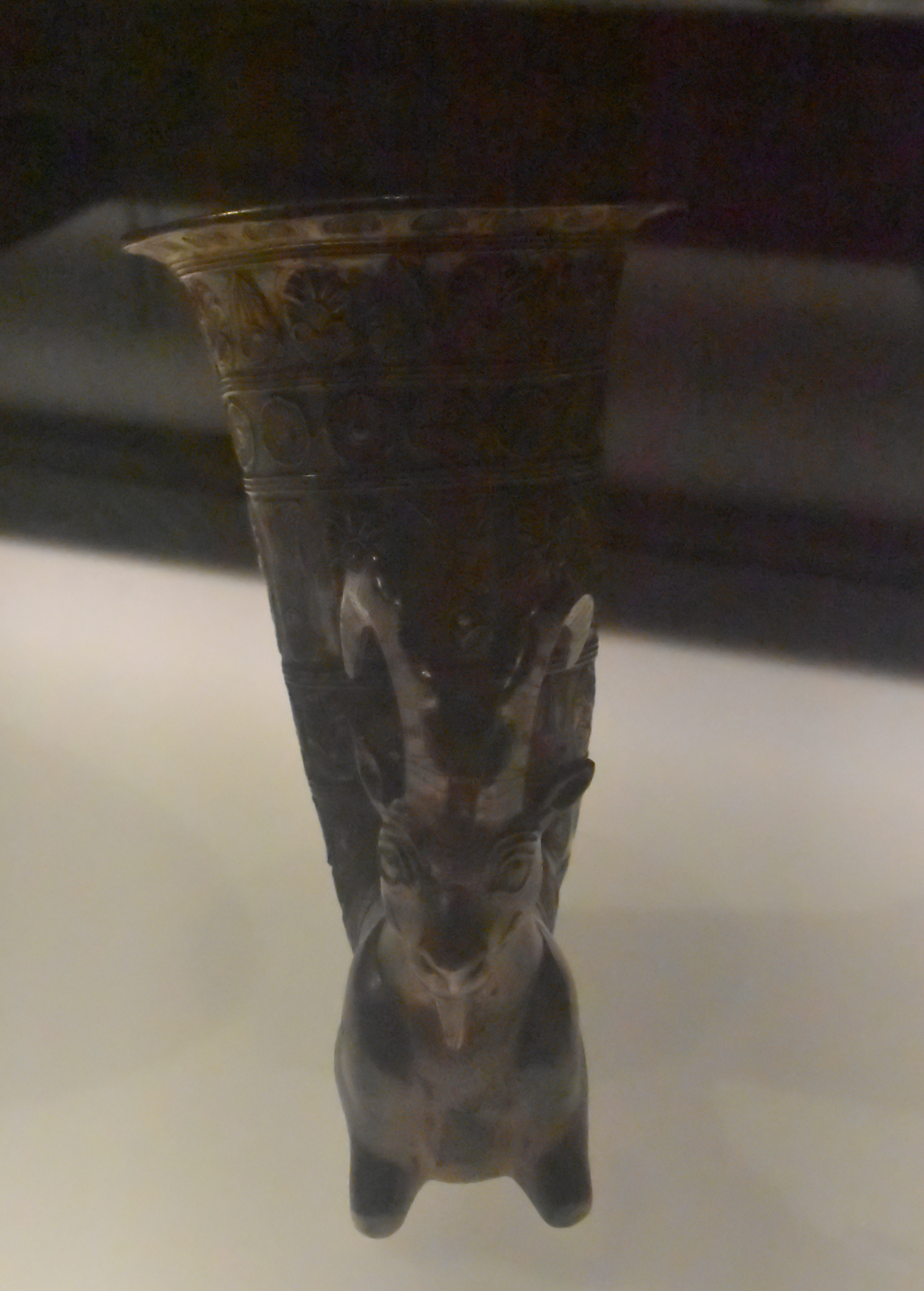
Rhyton bzw. Becher mit Widderkopf aus der Kalmakareh-Höhle bei Pol-e Dochtar, Luristan, West-Iran

Tiergefäße, auch als zoomorphe oder tiergestaltige Gefäße bezeichnet, sind Gefäße in Tierform, die im Alten Orient kultischen Zwecken dienten. Sie werden aufgrund ihrer Form häufig als Rhyton bezeichnet. Sie sind vor allem in Anatolien und Syrien verbreitet, wobei Stier- und Hirschgefäße in Anatolien, Löwengefäße in Syrien verbreiteter waren. Sie wurden für Trankopfer (Libationen) benutzt, wobei eine Beziehung zwischen Tierart und verehrter Gottheit bestand.

## Historische Entwicklung

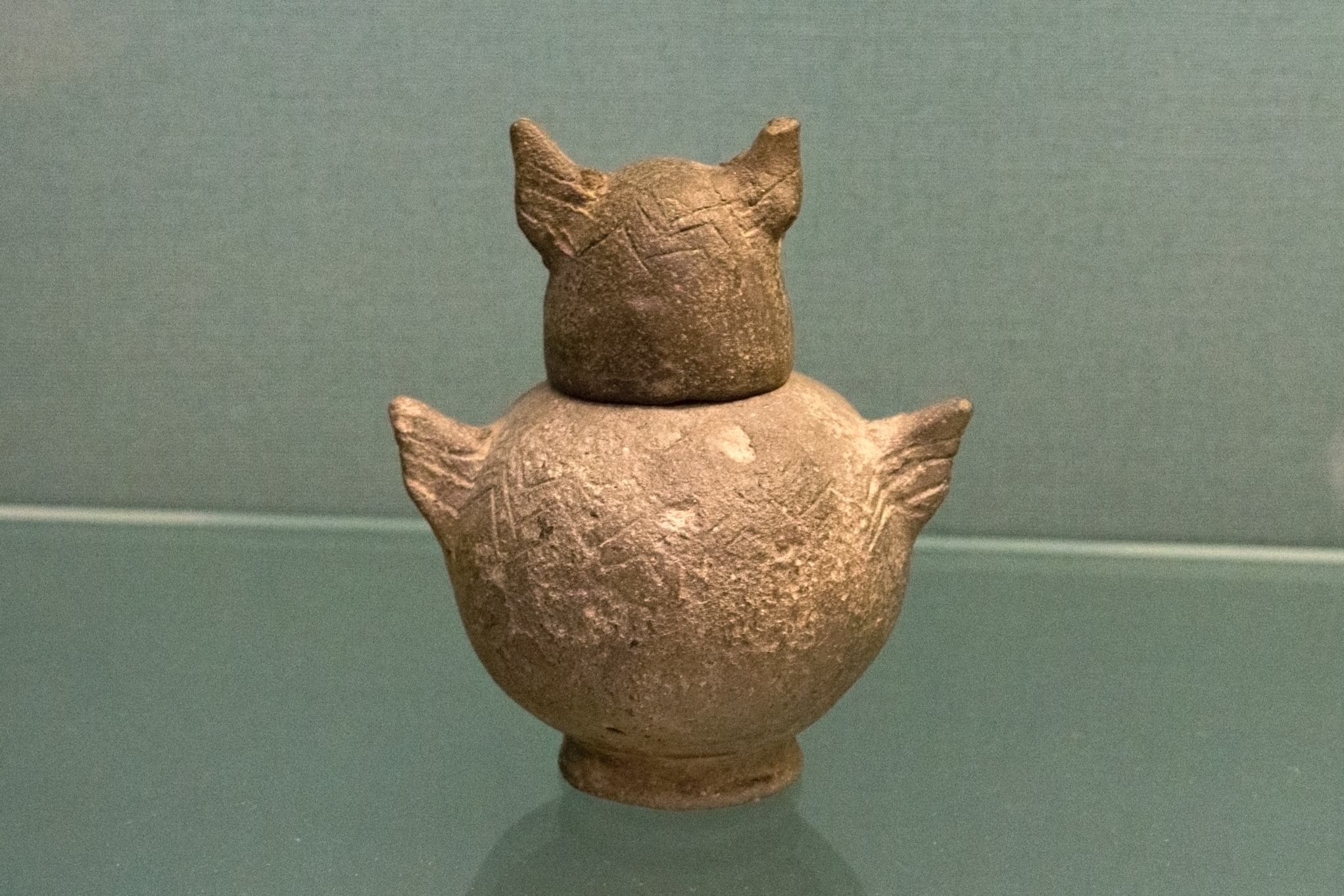
Eulengefäß, Yortan, 2700 v. Chr.

Die ältesten Tiergefäße stammen aus Hacılar Höyük in der südwestlichen Türkei, wo zwei neolithische Gefäße in Hirsch- und Eberform gefunden wurden (ca. 5600 v. Chr.). Aus der westanatolischen Yortan-Kultur (3500–2600 v. Chr.) sind Gefäße in Löwen-, Stier-, Eber- und Hasenform bekannt. Eine große Menge verschiedener Tiergefäße mit hoher künstlerischer Qualität stammen aus Kültepe (20.–18. Jahrhundert v. Chr.) und können den Hethitern zugeschrieben werden. Auch im benachbarten hattischen Gebiet jener Zeit wurden Tiergefäße benutzt, wie Funde aus Alışar Höyük, Boğazkale, Alaca Höyük und Eskiyapar zeigen. In hethitischen Kulttexten vom 16. bis zum 13. Jahrhundert v. Chr. werden Tiergefäße öfters genannt und auch beschrieben, so dass ihre Funktion im Kult gut bekannt ist. Die beschreibenden Texte und die archäologischen Funde stimmen gut überein.

## Formen

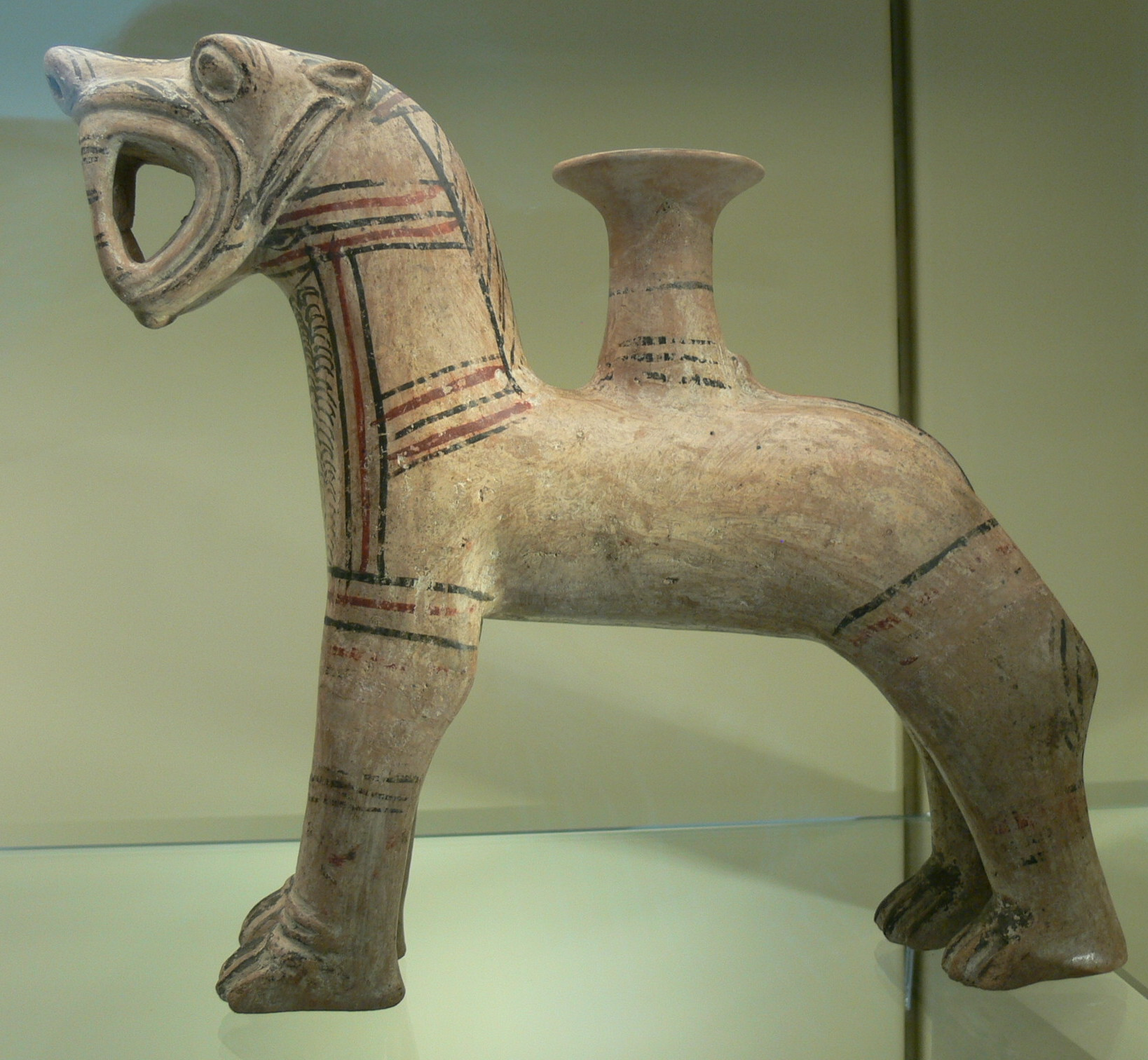
Tiergefäß aus Kültepe, 19. Jahrhundert v. Chr.
Trinkgefäße der frühesten hethitischen Phase (20. bis 19. Jahrhundert v. Chr.) in Gestalt von auf vier Beinen stehenden Löwen wurden durch eine in der Rückenmitte angebrachte Tülle befüllt und durch das geöffnete Maul entleert.

Tiergefäße können in drei Formen unterteilt werden, und zwar als auf allen vier Beinen stehende Tiere, als liegende Tiere, manchmal nur aus dem Vorderkörper bestehend, und als Tierköpfe. Daneben gibt es auch Protome und Gefäße, die mit Tieren oder Tierköpfen verziert sind. Dargestellt werden Haustiere, wilde Tiere und Fabeltiere: Löwe, Leopard, Hirsch, Wildstier, Stier, Kalb, Pferd, Widder, Bergschaf, Wildschwein, Eber, Hase und Vögel, besonders Adler und Rebhuhn, seltener auch Igel, Schildkröte, Schnecke oder Fische. Einige in Texten genannte Tiergefäße können nicht genau bestimmt werden; das awiti-Gefäß dürfte ein geflügelter Löwe, das šaša-Gefäß eine Gazelle oder Wildziege und das zinzapu-Gefäß eine Taube sein. 
Solche Tiergefäße können auch in paarweiser Ausführung gefunden werden, wobei beide Tiere identisch oder unterschiedlich dargestellt werden können. So wurde in Kültepe gemeinsam ein Adlerpaar gefunden, wobei einer einen Hasen als Beute in den Fängen hält, während der andere seine Flügel zum Flug ausbreitet und kleiner dimensioniert wurde, um ihn in weiter Ferne befindlich darzustellen. Ein anderes zusammen gefundenes Paar vom selben Ort besteht aus einem schlafenden und einem wachenden und die Umgebung beobachtenden Hund. Hethitische Tiergefäße in Hasenkopfgestalt wurden stets paarweise gefunden.
Diese Kultgefäße können aus bemalter Keramik bestehen, sie wurden auch aus Bronze, Silber, Gold, und aus dem in der Bronzezeit noch wertvolleren Eisen sowie aus wertvollen Steinen wie Lapislazuli oder Obsidian hergestellt, seltener auch aus Holz. Sie haben in der Regel nur eine Öffnung.

## Verwendung

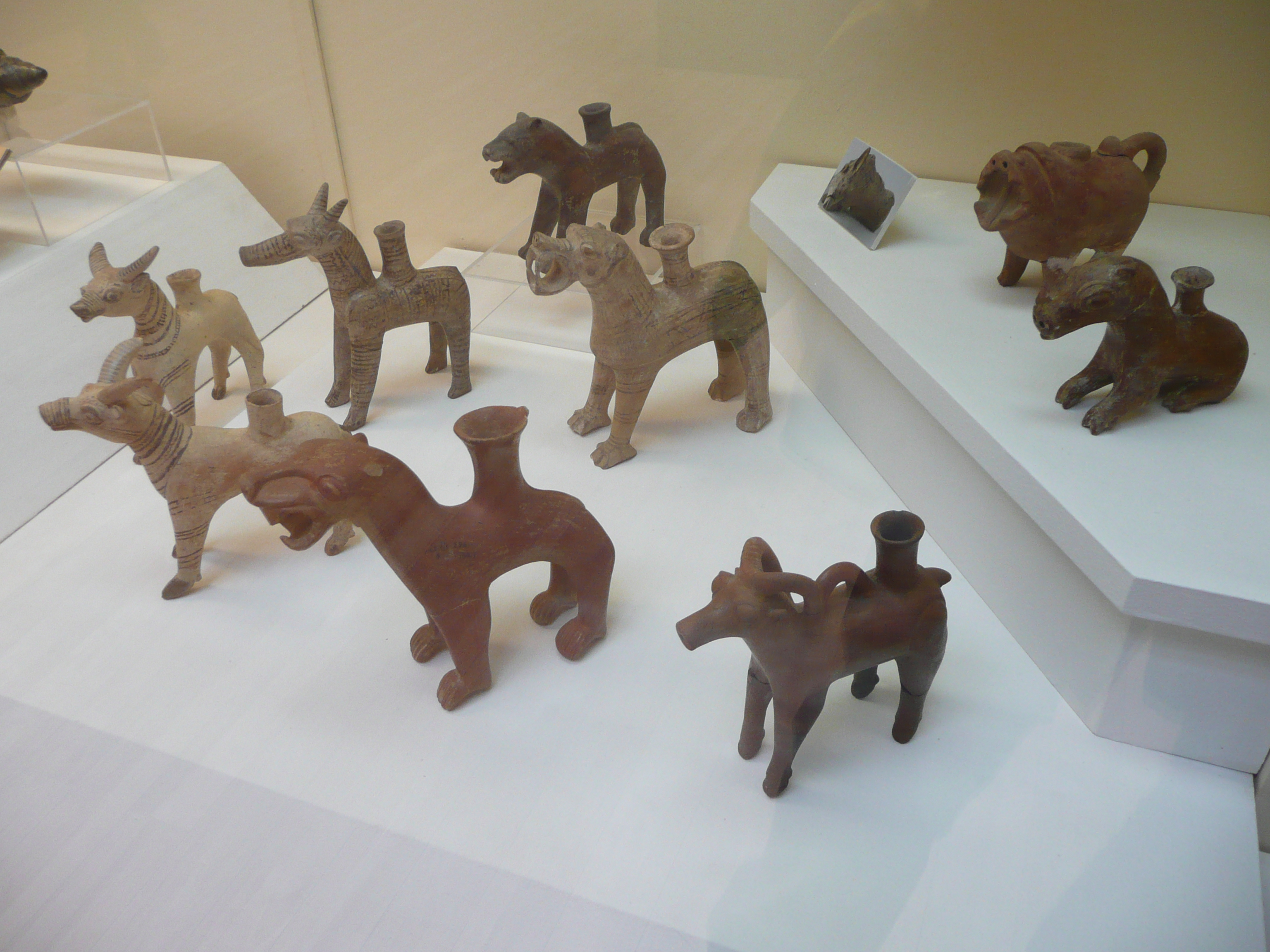
Hethitische Rhyta in Tierform

Die Tiergefäße werden in hethitischen Texte meist mit dem Akkadogramm BIBRÛ bezeichnet, was oft mit „Rhyton“ übersetzt wird. Das hethitische Wort lautete ḫalwani, das hurritische ḫurubbi. Gefüllt wurden sie mit alkoholischen Getränken, häufig genannt werden Wein, das tawal-Bier und das walḫi-Getränk, die entweder direkt aus dem Tiergefäß getrunken oder vorher in kleinere Trinkschalen umgegossen wurden. Das Getränk konnte aber auch als Opfer vor der Gottheit auf den Boden gegossen werden. Ein typischer hethitischer Brauch war das „Trinken einer Gottheit“.
Ein Tiergefäß konnte auch eine Gottheit darstellen. So wurde das Götterbild des Wettergottes von Liḫzina im Tempel der Stadt Tiliura als ein auf allen vieren stehender Stierrhyton beschrieben. Stiergefäße wurden denn auch meist zur Verehrung einer Wettergottheit verwendet, schriftlich bezeugt sind Stiergefäße für den Wettergott von Zippalanda. Dagegen wurde im Fest des palaischen Wettergottes Ziparwa ein Widdergefäß benutzt und ein Bergschafgefäß ist für den „Wettergott des Himmels“ überliefert. Hirschgefäße sind für den Kult des Schutzgottes der Flur bezeugt. Eines der wertvollsten gefundenen Tiergefäße ist das dem Hirschgott geweihte Hirschrhyton der Norbert-Schimmel-Sammlung. Dem „Schutzgott der Lanze“ wurde dagegen mit einem Ebergefäß gehuldigt. Löwengefäße wurden für kriegerische Gottheiten benutzt, so für Ištar und Zababa, das Kultgefäß des letzteren wurde als ein auf allen vieren stehender Löwe beschrieben. Das awiti-Gefäß, vermutlich ein geflügelter Löwe, wurde im Kult der Šauška von Ninive verwendet und für die hattische Gottheit Waḫiši. Dem Pestgott Yarri gelobte die Königin Puduḫepa ein Pferdegefäß samt Wagen. Der Adler schließlich gehörte zum Kult von Berggöttern.